# Fonts baptismaux de Lamballe

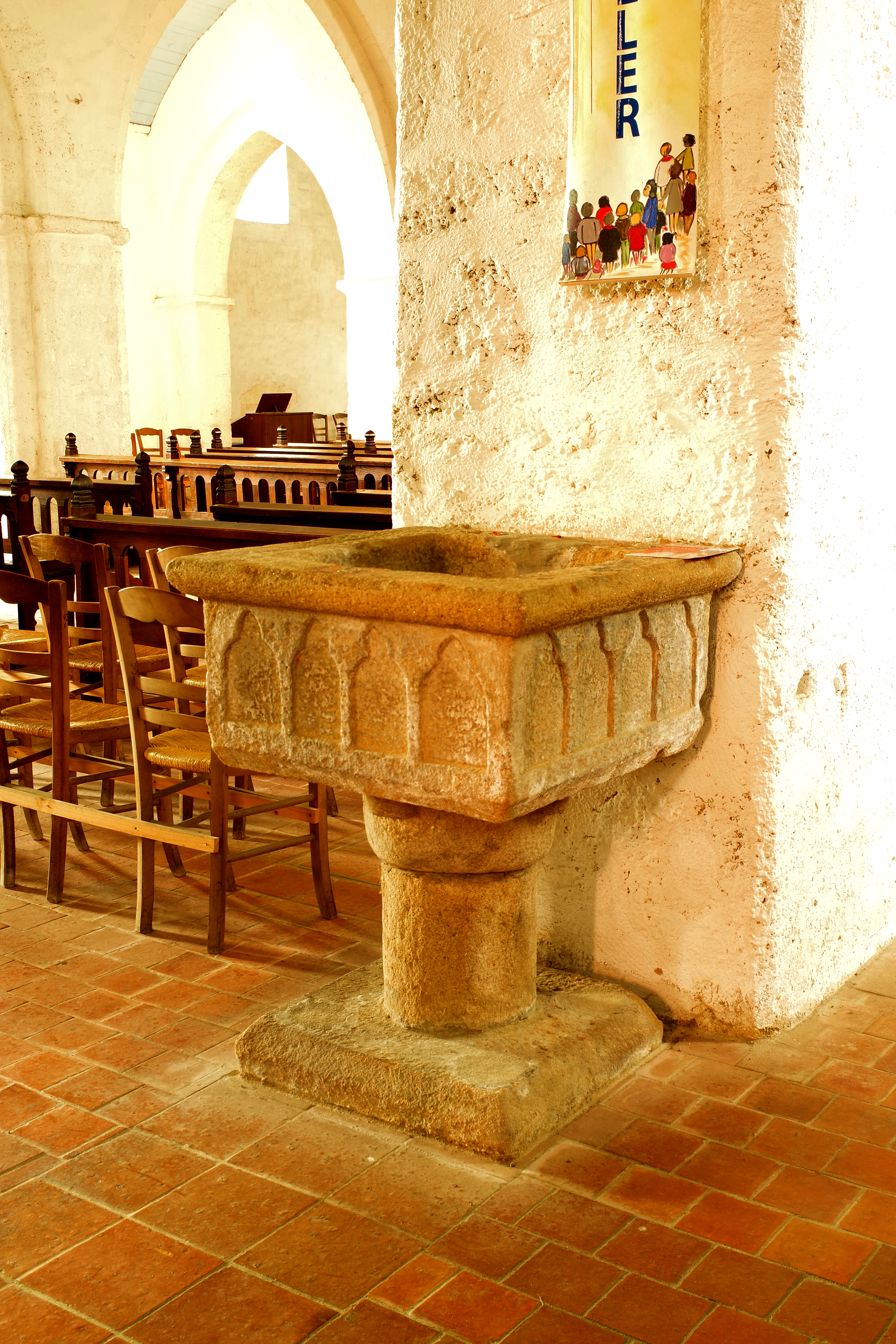
Fonts baptismaux de Lamballe

Les fonts baptismaux de l'église Saint-Martin à Lamballe, une commune du département des Côtes-d'Armor dans la région Bretagne en France, datent du XIIIe siècle. Les fonts baptismaux en granite sont classés monuments historiques au titre d'objet depuis le 16 septembre 1907.  

## Description
Cuve de section carré, reposant sur une colonne à gros chapiteau. Quatre fûts de colonnettes ont été rajoutés postérieurement sous les angles de la cuve.